# Chiesa di Santa Maria del Carmine (Bobbio)
La chiesa di Santa Maria del Carmine è una chiesa parrocchiale del vicariato di Bobbio, Alta Val Trebbia, Aveto e Oltre Penice della diocesi di Piacenza-Bobbio, situata nella frazione di Santa Maria di Bobbio in provincia di Piacenza.
Il primo insediamento era quello di Saltus, situato su una collina alla confluenza del rio Rocca con il rio Salto, che risale all'epoca preistorica assieme ai vicini insediamenti neolitici del Monte Groppo e Pianelli. Il nome della frazione è recente e deriva dalla dedicazione della parrocchia. Il monaci del monastero di Bobbio vi insediano una cella monastica con l'oratorio di Sancti Bartholomei in Xarto, documentato in un estimo monastico dell'862. 
Nel 1207, la chiesa viene dedicata a Santa Maria del Cerreto in Xarto. Nei secoli successivi l'insediamento viene abbandonato e si ha il trasferimento progressivo nell'attuale frazione in cui nel XV secolo sorse anche il nuovo luogo di culto sempre dedicato a S. Maria del Cerreto. Del primitivo insediamento oggi non ne rimane traccia, anche per il riutilizzo da parte dei locali delle pietre per il nuovo insediamento.
L'attuale chiesa venne eretta solo nel XV secolo e sorse fuori dal paese, di fondazione più antica. L'edificio ad una sola navata venne ampliato nel 1605 e nel XVIII secolo si hanno le due navate laterali minori. La sacrestia ed il nuovo coro risalgono al 1767.
Dalla parrocchia di Santa Maria dipendono le seguenti chiese:
- Oratorio della Beata Vergine di Caravaggio, nella frazione di Casteghino[5]
- Oratorio di San Giovanni Battista e Sant'Enrico II Imperatore, nella frazione di Gorra.

La festa annuale è il 16 luglio, mentre la festa patronale si tiene l'ultima domenica di luglio.

## Bibliografia

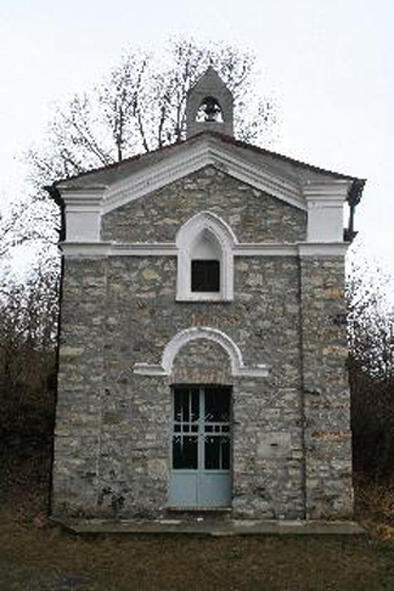
L'Oratorio della B.V. di Caravaggio a Casteghino